# Pelengwaaierstaart
De pelengwaaierstaart (Rhipidura habibiei) is endemische vogel uit de regenbossen van het het eiland Peleng (Banggai-eilanden bij Sulawesi, Indonesië). De soort werd in 2020 in het tijdschrift Science als nieuwe soort voor de wetenschap geldig beschreven.

## Ontdekking en naamgeving
Deze soort is vernoemd naar Bacharuddin Jusuf Habibie, de derde president van Indonesië. Volgens de soortauteurs iemand die de wetenschap in het algemeen en de milieukunde in het bijzonder, bevorderde. Het holotype werd in december 2013 verzameld op Peleng. De soort was al eerder (onder andere in 2009) waargenomen in tropisch bergbos tussen 750 en 1000 meter boven zeeniveau.

## Kenmerken
De vogel is gemiddeld 14 cm lang en heeft enkele subtiel afwijkende kenmerken ten opzichte van de nauw verwante  sulawesiwaaierstaart (R. teysmanni) en  taliabuwaaierstaart (R. sulaensis). Verder wees vergelijkend onderzoek naar de vocalisaties en het DNA op verschillen die de soortstatus verdedigbaar maken.

## Status
De soort heeft (nog) geen vermelding op de rode lijst van de IUCN. De soortauteurs wijzen echter op habitatverlies voor deze soort door ontbossingen op het eiland Peleng.